# Paul von Hindenburg
Paul Ludwig Hans Anton von Beneckendorff und von Hindenburg (lyssna (fil)), mer känd som Paul von Hindenburg (tyskt uttal: [ˈpaʊl fɔn ˈhɪndn̩bʊʁk] ( lyssna)), född 2 oktober 1847 i Posen, Preussen, död 2 augusti 1934 på Gut Neudeck i Ostpreussen, Tyskland, var en tysk militär och statsman; generalfältmarskalk 1914, generalstabschef 1916 och rikspresident i Weimarrepubliken 1925–1934. Han var son till officeren och godsägaren Robert von Beneckendorff und von Hindenburg och Luise Schwickart samt far till Oskar von Hindenburg.
Sedan han återinkallats från pensionen vann Hindenburg uppmärksamhet genom segrarna vid Tannenberg och Masuriska sjöarna 1914, och kom under första världskriget att dominera såväl krigföringen som Tysklands politiska liv, i praktiken som militärdiktator. Han pensionerades åter efter krigsslutet men övertalades att ställa upp i presidentvalet 1925 och segrade. Den djupt konservative Hindenburg parade skepticism mot Weimarrepublikens partipolitik och parlamentarism med följsamhet mot konstitutionen och den demokratiska ordningen och hyste ett djupt förakt och misstro mot nazismen. Han återvaldes 1932 för ännu en sjuårsperiod i kamp med nazistpartiets allt starkare Adolf Hitler. Den 30 januari 1933 tvingades han trots det utse Hitler till rikskansler, sedan försök att upprätta en "presidentregering" utan riksdagens stöd strandat, och avled 86 år gammal året därpå, varpå Hitler anammade presidentposten som Führer und Reichskanzler ("Ledare och rikskansler"). Han var under Hitlers första månader vid makten ansvarig för godkännandet av Riksdagsbrandförordningen den 27 februari (Reichstagsbrandverordnung) och Fullmaktslagen den 23 mars (Ermächtigungsgesetz), som åsidosatte de konstitutionella rättigheterna respektive gav Hitlers regering makt att fram till 23 mars 1937 stifta lagar oberoende av riksdag och konstitution.

## Biografi

Paul von Hindenburgs heraldiska vapen.

Efter skolgång i Wahlstatt (dagens Legnickie Pole) och i kadettskolan i Berlin blev Hindenburg officer i den preussiska armén. Som ung löjtnant stred han i slaget vid Königgrätz 1866 och deltog i det fransk-tyska kriget 1870–1871. 1877–1884 tjänstgjorde han i tyska generalstaben. År 1893 blev han regementschef, 1897 generalmajor, 1900 generallöjtnant och chef för 28:e infanterifördelningen i Karlsruhe, 1903 chef för 4:e armékåren i Magdeburg, blev 1905 general av infanteriet.

### Första världskriget
Han avgick med pension 1911 från sin befattning som chef för en armékår, men när första världskriget bröt ut återkallades Hindenburg i aktiv tjänst i augusti 1914 för att ersätta Max von Prittwitz som chef för 8:e armén som stred i Ostpreussen. Som svar på telegrammet från generalstaben om han ville återinträda i tjänst skickade han endast "Bin bereit" (Är beredd). Till stabschef fick han Erich Ludendorff. De anlände lagom till 8:e armén för att leda den till seger i slaget vid Tannenberg och senare i slaget vid de Masuriska sjöarna 14 september 1914. Hindenburg blev nationalhjälte och utnämndes 27 augusti till generalöverste, 1 november till överbefälhavare över samtliga trupper på ostfronten och 27 november 1914 till fältmarskalk. Ludendorff fick han med sig som stabschef. De bildade ett framgångsrikt par under kriget, där Ludendorff stod för idéerna och Hindenburg för lugnet och ansvaret.
Efter att ha tillfogat ryssarna ytterligare ett svårt nederlag vid det så kallade vinterslaget i Masuren februari 1915 och genombrottet vid Gorlice-Tarnów maj 1915 yrkade Hindenburg på en mera energisk krigföring mot ryssarna men motarbetades av dåvarande generalstabschefen Erich von Falkenhayn. Då denne efter Verdunoffensivens misslyckande och Rumäniens krigsförklaring avgick som generalstabschef och chef för Oberste Heeresleitung, utnämndes Hindenburg 29 augusti 1916 till hans efterträdande med Ludendorff som förste generalkvartermästare.
Under de sista två åren av första världskriget styrde Hindenburg tillsammans med Ludendorff mer eller mindre Tyskland som en diktatur. Under denna period lyckades de med att sluta separatfred med både Ryssland och Rumänien. Hindenburg dominerades dock av Ludendorffs tänkande, bland annat dennes extrema politiska tankar och tanken på att en total tysk seger var möjlig.
Genom en förkortning av fronten i mars 1917 kom den stora franska offensiven under Robert Nivelle i stort sett att bli ett slag i luften, och Hindenburg lyckades genom energisk vidtagna åtgärder för ökandet av produktionen i hemlandet och införandet av civil värnplikt, det så kallade "Hindenburgprogrammet" att förbereda den stora offensiv, som hade till mål fiendens fullständiga tillintetgörelse. 21 mars 1918 startades offensiven, men trots stora framgångar i början uppnåddes inte det åsyftade målet, och 29 september 1918 begärde Hindenburg av regeringen om upptagande av vapenstilleståndsförhandlingar. Sedan kejsaren 9 november begett sig till Holland och stilleståndet 11 november undertecknats, kvarstod Hindenburg på sin post och genomförde den tyska arméns återtransport till hemorten och avmobilisering samt nedlade sitt befäl först efter fredsfördragets undertecknande i Versailles 3 juli 1919, varefter han bosatte sig i Hannover.
Hindenburg kom senare efter kriget att stödja den så kallade dolkstötslegenden, som lade grunden till nazismens dragningskraft i Tyskland, i det att han ansåg att han förråtts av socialdemokraterna i regeringen.

### Rikspresident
Hindenburg efterträdde Friedrich Ebert som president i Weimarrepubliken efter Eberts död i april 1925. Hindenburg var egentligen monarkist; innan han accepterade nomineringen till presidentkandidat, reste han till Nederländerna för att få godkännande från den tidigare kejsaren Vilhelm II. Hindenburg tillhörde inte något parti, men får betraktas som oberoende konservativ. När han blev president stöddes han av de konservativa och nationalistiska krafterna i landet, vilka båda hoppades på stöd från Hindenburg.
Så blev dock ej fallet. Trots att Hindenburg var antidemokrat ansåg han sig vara bunden av den ed han avlagt om att följa Weimarförfattningen. Han försökte dock i möjligaste mån på sitt personliga sätt hävda sitt ämbetes rätt till medinflytande. I samband med folkomröstningen om konfiskerandet av furstarnas förmögenheter sommaren 1926, skickade Hindenburg en protest i form av ett brev till Friedrich Wilhelm von Loebell, som på Hindenburgs uppmaning offentliggjordes. Vid regeringskriserna spelade Hindenburg ofta en betydande roll i att framtvinga lösningar, som åtminstone för en tid löste kriserna. Så var bland annat fallet vid tillkomsten av Wilhelm Marx 4:e regering årsskiftet 1926/27. Vid bildandet av Hermann Müllers regering 28 juni 1928 krävde Hindenburg att få rätt att pröva medlemmarna i densamma. Samarbetet med socialdemokraterna fungerade dock förvånansvärt smärtfritt, och Hermann Müller var högt skattad av Hindenburg. Även Gustav Stresemanns politik erhöll hans stöd. Under intryck från den växande Nationalsocialistiska oppositionen från hösten 1930 tillrådde Hindenburg den hårdare kurs, som följdes av Heinrich Brünings regering
Hindenburg återvaldes som president i presidentvalet 1932 med 53% av rösterna efter övertalning då man ansåg att han var den ende som kunde besegra Hitler. Nu fick Hindenburg främst med stöd av den politiska mitten och även av socialdemokraterna, som såg den pliktmedvetne gamle militären som en garant för republikens fortlevnad gentemot de allt starkare partierna på ytterkanterna, nationalsocialisterna och kommunisterna.
Hindenburg krävde i detta läge att man anpassade politiken i en mer nationalistisk riktning, något som Heinrich Brüning inte ansåg sig kunna acceptera, och avgick. Han efterträddes av Franz von Papen, vars politiska värderingar bättre stämde överens med Hindenburgs.

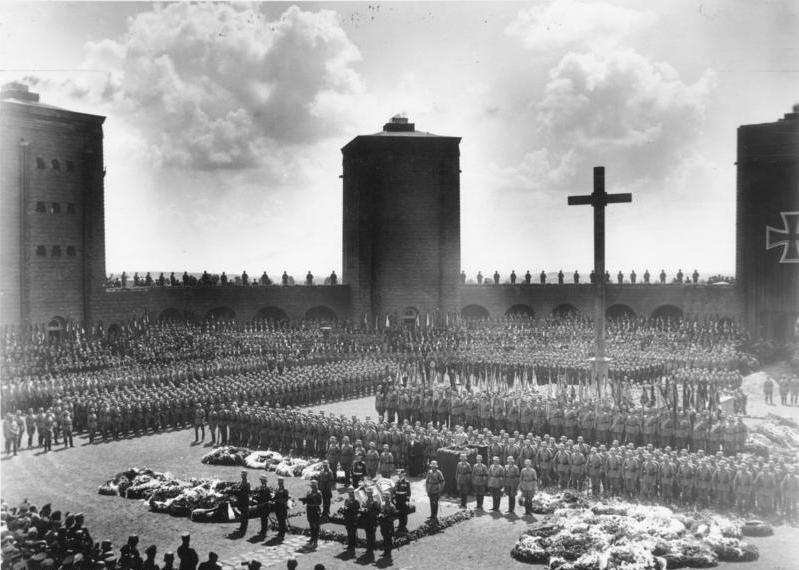
Hindenburgs begravning. Hitler talar.

Efter flera spruckna tyska regeringar utsåg Hindenburg med stor tvekan nazistledaren Adolf Hitler till rikskansler 1933. Efter riksdagshusbranden upplöste Hindenburg, på Hitlers begäran, riksdagen. Den nyvalda riksdagen gav Hitler extraordinära maktbefogenheter enligt fullmaktslagarna, med stöd av Artikel 48 i Weimarförfattningen. När Paul von Hindenburg avled i augusti 1934 avskaffade Hitler omedelbart posten som rikspresident och utropade sig till Führer und Reichskanzler. Därmed blev Hitler Tysklands ledare.
Hindenburg utgav 1920 självbiografin Aus meinem Leben (1920, svensk översättning samma år).

## Utmärkelser

### Hedersmedborgarskap
Hindenburg erhöll ett stort antal utmärkelser under sin livstid, och utsågs till hedersmedborgare i sammanlagt 3824 tyska städer och kommuner. Flera av dessa hedersmedborgarskap kom från och med 1970-talet och framåt att återkallas postumt, efter att en offentlig debatt kring Hindenburgs roll i det nazistiska maktövertagandet uppstått. Bland de större städer som återkallat Hindenburgs hedersmedborgarskap finns bland andra Dortmund, Köln, Karlsruhe, Konstanz, Leipzig, München, Münster och Stuttgart. 2020 strök även huvudstaden Berlin Hindenburg från listan över hedersmedborgare efter beslut av Berlins representanthus.

### Akademiska ärebetygelser
Hindenburg var hedersdoktor vid universiteten i Königsberg, Breslau, Bonn och Graz, samtliga tekniska högskolor i Weimarrepubliken med Fristaden Danzig, samt vid veterinärhögskolan i Hannover. Han var också hedersmedlem av universiteten i Göttingen, Köln och Jena samt Stuttgarts tekniska högskola och skogshögskolan i Eberswalde.

### Ordnar, hedersbetygelser och medaljer
- Svarta örns orden
- Järnkorsets storkors med gyllene kraschan
- Pour le Mérite med eklöv
- Maria-Teresiaordens storkors
- Hederskommendör för Johanniterorden i Balliet Brandenburg och dekan i Brandenburgs domkyrkas domkapitel

### Uppkallat efter Hindenburg
Hindenburg fick många offentliga byggnadsverk och institutioner uppkallade efter sig, bland annat Hindenburgdammen som sammanbinder ön Sylt med fastlandet. Orten Zarbze i Övre Schlesien namngavs 1915 efter Hindenburg. Många institutioner som skolor har sedan dess bytt namn, exempelvis det tidigare Hindenburggymnasiet (idag Humboldtgymnasiet) i Trier.
I första världskriget namngavs en slagkryssare av Derfflingerklass, SMS Hindenburg, efter honom, och planer på ytterligare fartyg med namnet fanns. Mer känt är luftskeppet Hindenburg under höjden av luftskeppsepoken som fick sitt slut med Hindenburgkatastrofen 1937 i Lakehurst, New Jersey.